# Segueja
Segueja (en russe : Сегежа ; en finnois : Sekee) est une ville de la république de Carélie, en Russie, et le chef-lieu administratif du raïon de Segueja.
Sa population s'élevait 28 555 habitants en 2013.

## Géographie
Segueja est située sur la rive nord-ouest du lac Vygozero, à l'embouchure de de la rivière Segueja, à 267 km au nord de Petrozavodsk et à 670 km de Saint-Pétersbourg.
L'agglomération urbaine de Segueja borde les agglomérations rurales : Idelsky au nord, Valdaisky au sud-est et Papinkoski au sud-ouest. De l'autre côté du lac Vygozero, au nord, se trouve la colonie urbaine de Nadvoitskoye.

## Transport
À dix kilomètres à l'ouest de la ville passe la route fédérale    «Kola», menant au sud aux villes de Petrozavodsk, Lodeïnoïe Pole et Saint-Pétersbourg, et au nord aux villes de Kem, Kandalaksha, Mourmansk et Kirkenes (Norvège).
La ville dispose de services de bus suburbains et interurbains. La gare routière est située dans le centre-ville, rue Spiridonova. Les lignes de bus relient Petrozavodsk, Kostomoukcha, Pertozero, Vacha, Polga, et Voyatchou.
Segueja possède un port sur le lac Vygozero, qui est relié à la mer Blanche par le canal de la mer Blanche. 
La ville se trouve sur la Voie ferrée de Mourmansk (Saint-Pétersbourg – Mourmansk), ouverte en 1917.
Au centre-ville se trouve la gare de Segueja. Les trains de voyageurs sur les lignes Mourmansk-Saint-Pétersbourg et Mourmansk-Moscou s'arrêtent tous les jours à la gare.

## Histoire
Segueja a été fondée en 1914 et a le statut de ville depuis 1943.
Les premières mentions de peuplement dans la région datent du XVIe siècle.
Segueja a été fondée en 1914 et a le statut de ville depuis 1943.
La gare de Segeža a été construite en 1914 le long de la voie ferrée de Mourmansk, qui reliait la Russie aux ports stratégiques de la mer de Barents. 
À cette période, l'Empire russe a reçu des fournitures de guerre de la France et du Royaume-Uni pour lutter contre l'Empire allemand et l'Autriche-Hongrie pendant la Première Guerre mondiale.
Sous le régime soviétique, la construction du canal de la mer Blanche, réalisée grâce à la main-d'œuvre des prisonniers, était essentielle. Après son achèvement en 1933, la main-d'œuvre pouvait être utilisée pour d'autres infrastructures et constructions industrielles. En 1939, la construction d'une usine de papier et de l'usine de pâte dont elle avait besoin a commencé. C'était aussi un projet du NKVD. Des thèmes connexes sont exposés dans le musée de la ville.
L'armée de l'air finlandaise a bombardé Segueja en 1942.
Contrairement à Karhumäki, Segueja n'a pas été occupée pendant la guerre de Continuation, mais a constitué un centre de soutien aux activités partisanes. Segueja est devenue une ville en 1943.

## Population
Recensements (*) ou estimations de la population  :
| 1959*  | 1970*  | 1979*  | 1989*  | 2002*  | 2010*  |
| ------ | ------ | ------ | ------ | ------ | ------ |
| 19 708 | 28 810 | 36 420 | 38 207 | 34 214 | 29 631 |

| 2012   | 2013   | 2017   | 2021   | 2023   | - |
| ------ | ------ | ------ | ------ | ------ | - |
| 29 066 | 28 555 | 27 108 | 23 543 | 23 074 | - |

## Personnalités célèbres
- Guennadi Chpalikov (1937-1974), poète et scénariste soviétique.
- Aleksandr Sidiakine (ru) (né en 1977), homme politique russe.

## Économie
L'économie de la ville repose sur deux établissements industriels :
- une fonderie d'aluminium (AOOT Nadvoïtski aliouminevy zavod russe : АООТ Надвоицкий алюминиевый завод)
- l'Usine de cellulose et de papier OAO Seguejski TsKB (ОАО "Сегежский целлюлозно-бумажный комбинат", fondée en 1939, qui fabrique de la cellulose et des sacs en papier et emploie 2 500 salariés [2]

## Galerie

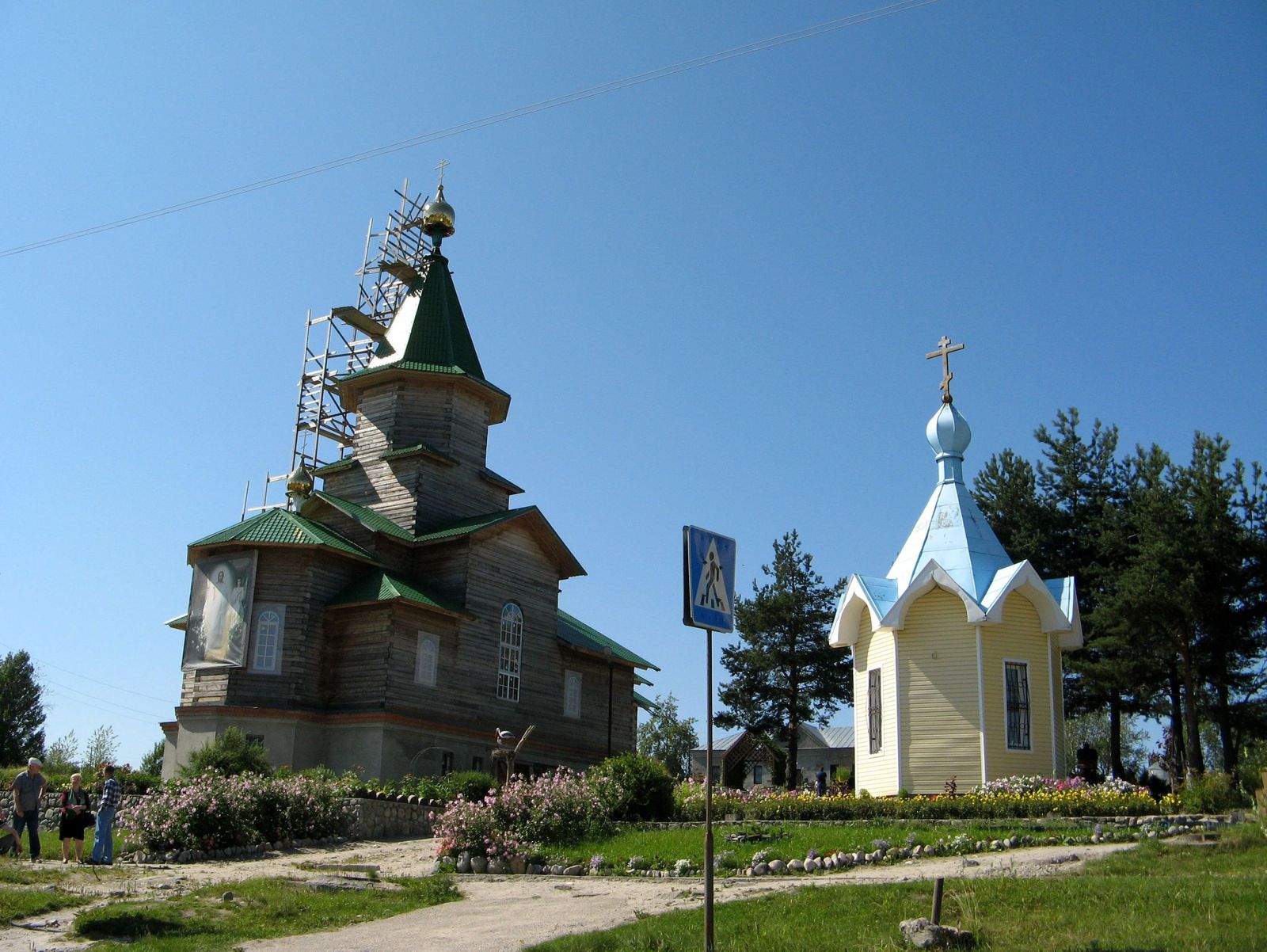
Église de la Sainte-Trinité.
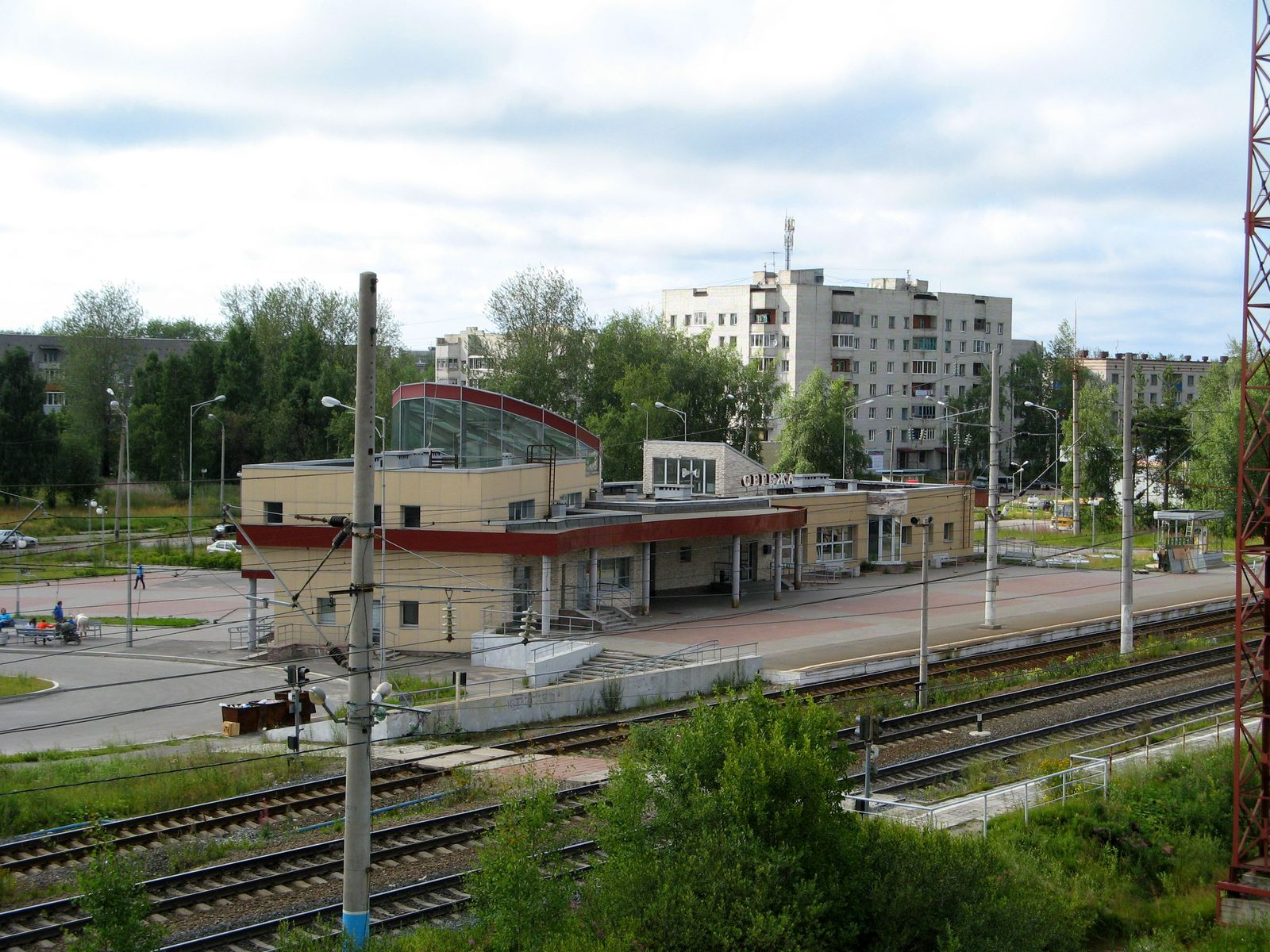
Gare de Segueja.
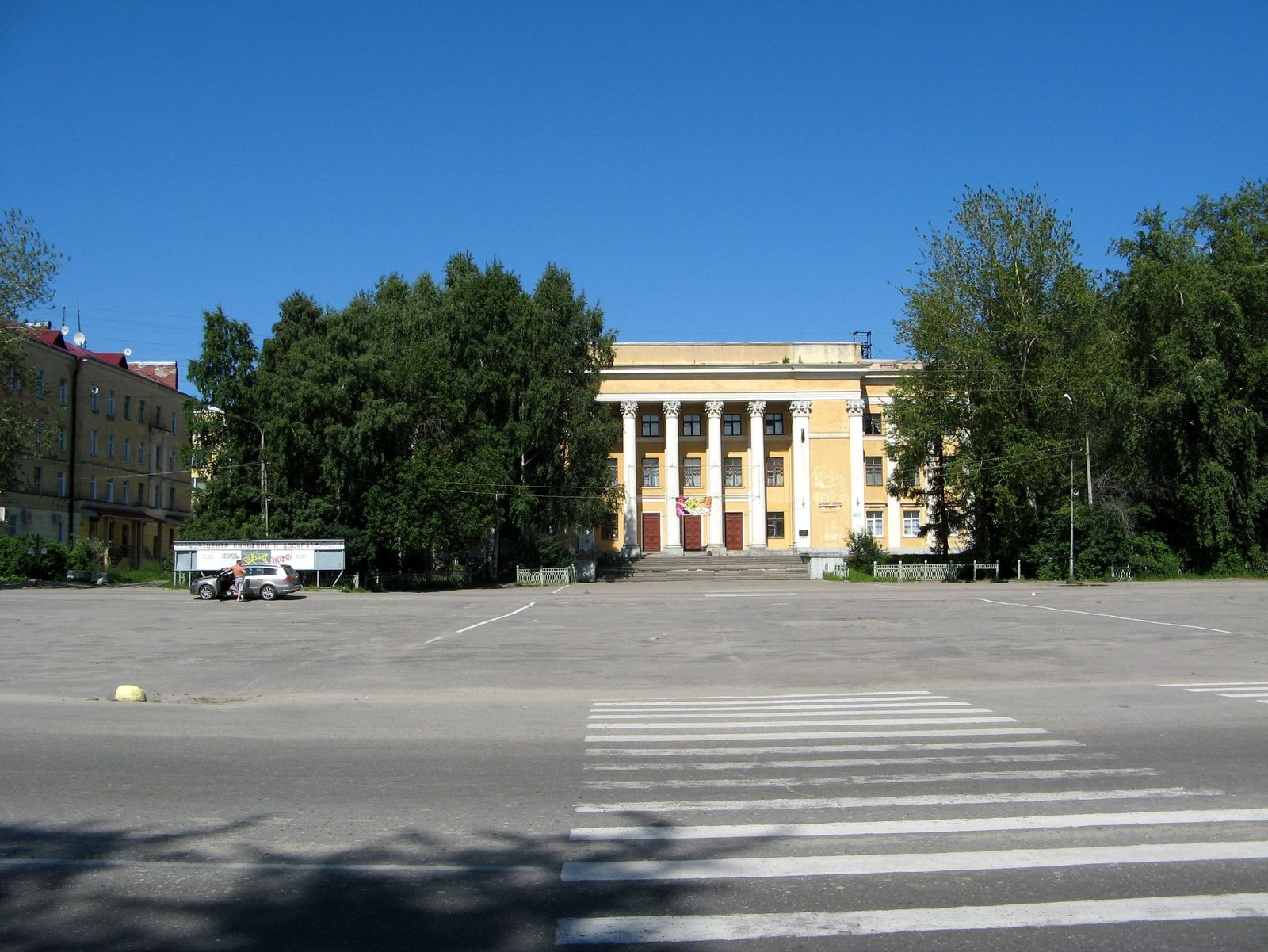
Palais de la Culture.
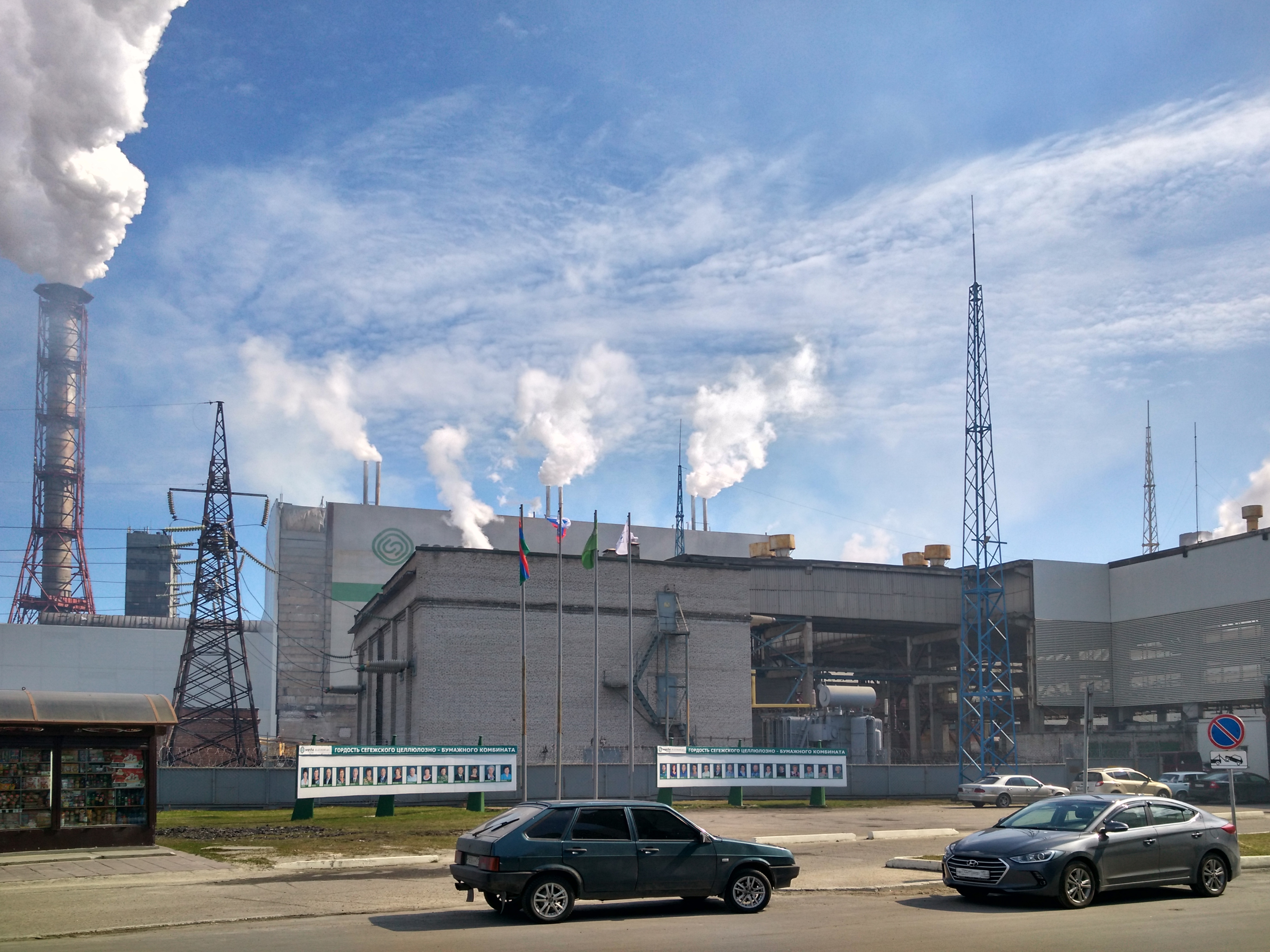
Usine de pâte à papier.